# Bronzehort vom Burgberg Lebus
Der Bronzehort vom Burgberg Lebus ist mit rund 22 Kilogramm der größte Depotfund in Brandenburg aus der späten Bronzezeit. Die über 100 Einzelstücke bestehen aus 103 Beilen, 2 Ringen, einem Schwertfragment und dem Reststück eines Gussvorgangs. Der Fund wurde im Zuge von Bauarbeiten auf der Fläche von ca. einem Quadratmeter im August 2003 auf dem Burgberg gemacht.
Keramikscherben weisen darauf hin, dass Teile des Hortes in Gefäßen gelagert waren. Die Hälfte der Beile sind so genannte Lausitzer Tüllenbeile. Andere Beile stammen aus dem Donauraum und dem Baltikum. Funde derartiger Beile aus der späten Bronzezeit sind äußerst selten. Die Herkunft ließ sich aus den Metalllegierungen herleiten. Wobei das Schwertfragment, ein Vollgriffschwert, den Typen Auvernier, Hostomice oder Stölln zugeordnet werden kann.
Mit diesem Fund konnte der Nachweis erbracht werden, dass der Burgberg von Lebus zwischen 900 und 800 v. Chr. ein zentraler Ort mit weiträumigen Handelsbeziehungen war.
Seit 2007 wird der Fund aus dem 9. Jahrhundert v. Chr. im Archäologischen Landesmuseum Brandenburg im Paulikloster in Brandenburg an der Havel gezeigt. Vom 21. September 2018 bis 6. Januar 2019 wurde der Fund im Martin-Gropius-Bau in Berlin in der Ausstellung Bewegte Zeiten. Archäologie in Deutschland gezeigt, die aus Anlass des Europäischen Kulturerbejahres 2018 stattfand.